# Garçons d'Athènes
Pour plus de détails, voir Fiche technique et Distribution.
Garçons d’Athènes (Από την άκρη της πόλης, Apo tin akri tis polis) est un film grec réalisé par Constantinos Giannaris, en 1998.

## Synopsis
Sur les bords (hauts) de la ville, comme dit son titre grec, se situe dans une banlieue éloignée d'Athènes (à Menidi) où habitent des Pontiques, des Russes d'origine grecque, mal insérés dans la société dans laquelle ils ont récemment immigré, en provenance de l'ex-Union soviétique. Les adolescents sont marginalisés : ils vivent de larcins et de prostitution, en tant que citoyens de deuxième classe. 

## Fiche technique
- Titre français : Garçons d'Athènes
- Titre original : Από την άκρη της πόλης (Apo tin akri tis polis)
- Titre anglais : From the Edge of the City
- Réalisation : Constantinos Giannaris
- Scénario : Constantinos Giannaris
- Production : Dionyssis Samiotis et Anastasios Vasiliou
  - Production déléguée : Maria Powell
- Sociétés de production : Mythos Ltd., en association avec Rosebud, Centre du cinéma grec et Hot Shot
- Musique : Akis Daoutis
- Photographie : Yorgos Argiroiliopoulos
- Montage : Ioanna Spiliopoulou
- Décors : Roula Nicolaou
- Costumes : Sanny Alberti
- Pays :  Grèce
- Genre : Drame
- Format : Couleur - Son : Dolby SR
- Durée : 94 minutes
- Dates de sortie :
  - Grèce : 20 novembre 1998 au Festival international du film de Thessalonique
  - Grèce : 24 janvier 1999
- Date de sortie DVD : France : 15 janvier 2003[1]

## Distribution
- Stathis Papadopoulos : Sacha
- Costas Kotsianidis : Kotsian
- Panayiotis Hartomatzidis : Panagiotis
- Dimitris Papoulidis : Giorgos
- Theodora Tzimou : Natacha
- Anestis Polychronidis : Anestis
- Nikos Kamontos : Filippos
- Stelios Tsemboglidis : Stelios
- Giorgos Mavridis : Tchorny
- Panagiota Vlachosotirou : Elenitsa
- Silvia Venizelea : Thodora
- Emilios Chilakis : Nikos
- Vasias Eleftheriadis : père
- Evri Sophroniadou : mère
- Giannis Kontraphouris : le souteneur

## Distinctions
Ce film est également connu sous son titre anglais From the Edge of the City et remporte plusieurs prix.

### Récompenses
- Festival international du film de Thessalonique 1998 :
  - 1998 : meilleur réalisateur et le Hellenic Association of Film Critics Award pour Constantinos Giannaris
  - 1998 : seconde place au Greek Competition Award du meilleur film

### Nominations
- 2001 : Political Film Society Award
- 1999 : Cheval de bronze au Festival International du Film de Stockholm
- 1998 : Golden Alexander au Festival international du film de Thessalonique

## Autour du film
La loi grecque prévoit des facilités pour le « retour » des Grecs de la diaspora vers la « mère-patrie » sur le modèle des « lois du retour » israélienne et allemande, et de nombreux (60 000 entre 1988 et 1994) Pontiques (y compris des couples mixtes) de l'ex-Union soviétique (du Kazakhstan par exemple), souvent qualifiés de « Russo-Pontiques » (grec moderne : Ρωσσοπόντιοι) parce que ne parlant plus que le russe, ont ainsi atterri dans les banlieues déshéritées d’Athènes et dans le nord de la Grèce où beaucoup les considèrent en réalité plus comme des immigrés russes que comme des compatriotes.